# 암바강
암바강(러시아어: Амба, 우데게어로 호랑이를 의미함, Amba)는 러시아 프리모르스키 변경주에 있는 강이다.
중국과의 접경지역인 보리소프 고원에서 발원하여, 동해의 아무르만으로 유입된다. 강의 길이는 63km이다. 배수 유역의 면적은 330k㎡이다. 강폭은 50~70m이고, 깊이는 1.5~2m이다.
암바강의 수위는 여름비가 내린 후 최대 2m 더 높을 수 있다.
암바(Амба)는 문자 그대로 나나이어와 우데게어로 아무르 호랑이를 의미한다.